# Gurun Laweh
Gurun Laweh is een bestuurslaag in het regentschap Padang van de provincie West-Sumatra, Indonesië. Gurun Laweh telt 2918 inwoners (volkstelling 2010).